# Hollenstein an der Ybbs
Hollenstein an der Ybbs è un comune austriaco di 1 693 abitanti nel distretto di Amstetten, in Bassa Austria; è suddiviso in cinque comuni catastali (Katastralgemeinden): Garnberg, Großhollenstein, Krengraben, Oberkirchen e Oisberg.